# جائزة فرنسا الكبرى 1957
جائزة فرنسا الكبرى 1957 هو سباق فورمولا 1 أقيم في فرنسا. كان الرابع من أصل 8 في بطولة العالم لسباقات الفورمولا واحد موسم 1957. حلّ الأرجنتيني خوان مانويل فانجيو أولا بينما جاء الإيطالي لويجي موسو في المركز الثاني وحصل على المركز الثالث البريطاني بيتر كولينز.